# Zoltan Lunka
Zoltan Lunka (ur. 22 maja 1970 w Mircurea Nira w Rumunii) – niemiecki bokser wagi muszej. W 1995 roku w Berlinie został amatorskim mistrzem świata w kategorii muszej. W 1996 roku na letnich igrzyskach olimpijskich w Atlancie zdobył brązowy medal. W 1996 roku przeszedł na zawodowstwo.

## Kariera Zawodowa
Pierwszą swoją walkę zawodową stoczył 30 listopada 1996. Swojego przeciwnika Jose Lopeza Bueno pokonał na punkty po czterech rundach. Wygrał także kolejne cztery walki. W szóstej zawodowej walce poniósł pierwszą porażkę na punkty z Charlesem Mailulą. Z kolejnych sześciu walk pięć wygrał przez nokaut. Wygrał wszystkie pozostałe walki do czasu stoczenia pojedynku o mistrzostwo świata z Fernando Montielem. Został znokautowany w siódmej rundzie. Po porażce zakończył karierę bokserską. obecnie mieszka w Hamburgu.